# Pierre Gautruche
 (mars 2024).
Pierre Gautruche, né à Orléans en 1602 et mort à Caen, le 30 mai 1681, est un jésuite et écrivain français.

## Biographie
Baptisé sous le nom de Pierre, il prit quelquefois, dans ses ouvrages, celui de Denis, qu’il reçut en 1624, en entrant, contre le vœu bien prononcé de sa famille, dans la société des jésuites, au milieu desquels il vécut cinquante-sept ans. Suivant l’usage de son institut, il professa successivement les humanités, la philosophie, la théologie, et spécialement les mathématiques, dans lesquelles il fit, pour son siècle, des progrès assez marquants. Pendant un long séjour à Caen, ce professeur se comporta de manière à mériter l’estime de Pierre-Daniel Huet, évêque d’Avranches. Ce savant prélat, tout en regardant comme des trésors les livres du jésuite, le caractérise cependant en lui donnant le titre de vir diffusæ eruditionis. Le P. Gautruche mourut préfet des classes, au collège de Caen, le 30 mai 1681.

## Œuvres
- Histoire sainte, avec l’explication des points controversés de la religion chrétienne. La meilleure édition est celle de 1692, 4 vol.
- Mathematicæ totius institutio, Caen, Cavelier, 1633 ; 1656 ;
- Institutio totius philosophiæ cum introductione ad alias facultates, 1653, 4 vol. in-12 ;
- Scopuli novorum dogmatum, etc., 1673 ;
- L’Histoire poétique, pour l’intelligence des poètes et auteurs anciens ; précis méthodique de toute la mythologie, adopté dans les collèges avant l’Appendix du père Joseph de Jouvancy.